# Термінал ЗПГ Батангас (AG&P)
Термінал ЗПГ Батангас (AG&P) – інфраструктурний об’єкт для прийому зрідженого природного газу (ЗПГ), який станом на початок 2023 року споруджується на Філіппінах. 
З початку 21 століття важливу роль у енергозабезпеченні острова Лусон відігравали теплові електростанції, які використовували природний газ із офшорного родовища Малампая. Наприкінці 2010-х вичерпання запасів останнього змусило звернутись до проектів імпорту блакитного палива у зрідженому вигляді. Одним з них став термінал, що має забезпечувати ТЕС Іліджан, яка розташована на узбережжі протоки Верде-Айлендс (розділяє острови Лусон та Міндоро) за кілька кілометрів на схід від входу до затоки Батангас (дещо менш ніж за сотню кілометрів на південь від столиці країни Маніли). 
Схема терміналу передбачає використання плавучого сховища ЗПГ, для виконання функцій якого зафрахтували на 15 років ЗПГ-танкер Ish. Він має резервуари загальною ємністю 137512 м3 та після певних модифікацій здатний приймати від газовозів зріджений газ зі швидкістю 10 тис м3 на годину та видавати його на наземний майданчик в режимі до 8 тис м3 на годину. Для швартування сховища призначається причал завдовжки біля 500 метрів, розташований за 165 метрів від узбережжя в районі з глибиною 16 метрів, що дозволить приймати газовози ємністю до 180 тис м3. 
Окрім плавучого сховища передбачений наземний резервуар ємністю 60 тис м3. Втім, цей об’єкт відноситься до другої черги та має бути завершений вже після введення терміналу в експлуатацію. 
Для регазифікації ЗПГ призначені 5 розміщених на наземному майданчику модулів загальною продуктивністю 11,9 млн м3 на добу. Отримане від них блакитне паливо повинне подаватись на ТЕС Іліджан по перемичці діаметром 150 мм з операційним тиском у 6,5 МПа.
Первісно планувалось, що термінал стане до ладу в 2022 році, проте проект зустрівся із певними затримками. Втім, станом на серпень 2022-го берегові об’єкти вже були завершені і йшла активна робота над будівництвом причальних споруд, що дозволяло планувати запуск терміналу на перше півріччя 2023-го.
Проект реалізовує сінгапурська компанія AG&P, серед партнерів якої кувейтський інвестиційний фонд Asiya і японські Osaka gas та Japan Bank for International Cooperation.